# Manolache Costache Epureanu
Pour les articles homonymes, voir Costache.
Manolache Costache Epureanu (né le 22 août 1823 à Bârlad, mort le 7 septembre 1880 à Wiesbaden) est un homme d'État roumain. Il est premier ministre de Roumanie par deux fois, d'avril à décembre 1870 puis de mai à août 1876.

## Biographie
Il fait des études supérieures à l'université de Heidelberg. Il participe en 1848 à la Révolution roumaine de 1848 et devient membre du comité de salut public. Le 20 avril 1870, il est nommé premier ministre puis démissionne le 26 décembre 1870. En octobre 1872 il est nommé ministre de la justice dans le cabinet de Lascăr Catargiu. Le 6 mai 1876, il est de nouveau nommé premier ministre et démissionne le 5 août 1876.

### Source
- (en) Cet article est partiellement ou en totalité issu de l’article de Wikipédia en anglais intitulé « Manolache Costache Epureanu » (voir la liste des auteurs).